# 名目的取締役
名目的取締役（めいもくてきとりしまりやく）とは、適法な選任手続きを経て取締役に就任しているが、当該会社との間で取締役としての職務を果たさなくてもよいとの合意があるなど、実際には取締役としての職務を行っていない者を指す法理論上の概念である。取締役の員数を揃えるため、あるいは社会的地位のある人物を取締役とすることで会社の信用を高める目的で置かれることが多い。日本では、2005年（平成17年）改正前商法（以下、「旧商法」とする）において、株式会社には最低3名の取締役を置くことが必要であったことから、特に中小企業において多く見られた。
名目取締役（めいもくとりしまりやく）、名目上の取締役（めいもくじょうのとりしまりやく）ともいう。監査役の場合は名目的監査役（めいもくてきかんさやく）という。
名目的取締役は、第三者に対する取締役としての責任で問題となることが多く、日本の最高裁判所の判例では、取締役として就任している以上は取締役としての監視義務があり、名目的であることをもって第三者に対する取締役としての責任を免れることはできないとする。一方、下級裁判所では、この判例を踏まえつつも、個々の事情により名目的取締役の第三者に対する責任を否定する裁判例も少なくない。

## 概説
取締役は、いわゆる「平取締役」であっても、自身が直接担当する業務分野や取締役会での議事事項だけでなく当該会社全体の業務執行が適正に行われるようにすることが任務であり、代表取締役や他の役員等の監視義務を負っている。取締役がこの任務を怠ったり、職務執行にあたって悪意または重大な過失によって会社や第三者に損害を与えた場合について、日本の会社法では、第423条第1項および第429条第1項において以下のとおり定めている。
| （役員等の株式会社に対する損害賠償責任） 第423条 取締役、会計参与、監査役、執行役又は会計監査人（以下この節において「役員等」という。）は、その任務を怠ったときは、株式会社に対し、これによって生じた損害を賠償する責任を負う。 |

| （役員等の第三者に対する損害賠償責任） 第429条 役員等がその職務を行うについて悪意又は重大な過失があったときは、当該役員等は、これによって第三者に生じた損害を賠償する責任を負う。 |

ここから、その取締役自身が直接関与しておらず単に他の役員等の不正行為や職務懈怠を見過ごしただけであっても、前述の監視義務を怠った過失があると判断される場合には会社や第三者に対する損害賠償の責任が生じる。
|                  | 適法な 選任手続 | 登記 | 実質的な 職務執行 |
| ---------------- | --------------- | ---- | ----------------- |
| 名目的取締役     | 〇              | 〇   | ×                 |
| 登記簿上の取締役 | ×               | 〇   | △                 |
| 事実上の取締役   | ×               | ×    | 〇                |
| 影の取締役       | ×               | ×    | ×                 |

しかし、法的に取締役の地位にある者と実際にその会社で取締役としての職務を行っている者とが一致しない会社も存在し、そのような者について会社法第423条第1項および第429条第1項が責任を負うと定める「役員等」に該当するか否かが議論となることがある。このうち、適正な選任手続きを経て取締役に就任し登記もされているが、実際には取締役としての職務を行っていない者を名目的取締役という。これに対し、適正な選任手続きを経ていないかすでに退任しているにもかかわらず取締役として登記されている者を登記簿上の取締役、選任も登記もされていないが実際には対外的にも対内的にも取締役として職務を執行している者を事実上の取締役、自身は表立って取締役としての職務を執行していないものの会社の経営に影響力を行使している者や親会社を影の取締役（事実上の主宰者）という。
会社が名目的取締役を置く理由としては、業界や地域の名士など社会的信用を有する者を取締役（場合によっては代表取締役）とすることで第三者からのその会社の信用を高めることを狙う場合や、本人が何らかの欠格事由に該当して取締役になることができないために身内の者を代わりに取締役とする場合などがある。古くはイギリスで近代的な会社組織が生まれた直後から、すでに会社に対する信用を高めるために貴族などの名前を借りて取締役とする例が見られたが、日本で名目的取締役が多く見られる特有の理由として、旧商法の第255条において株式会社には最低3名の取締役を置くことが必要とされていたことがあった。日本では小規模な個人事業主が社会的信用を得るために株式会社化する事例が多く見られるが、この規定を満たす取締役の確保に苦慮し、名目的取締役を置かざるを得ない状況があると指摘されていた。なお、現行の会社法では非公開会社で取締役会非設置の株式会社であれば取締役は1名で足りることとされたため、現在ではこの理由で名目的取締役を置く必要はなくなっている。

## 責任

### 第三者に対する責任
名目的取締役にその会社が求める職務は、何もしないことである。就任にあたり、無報酬あるいは低額な報酬とする代わりに何もしなくて良いことを条件とし、場合によっては会社および第三者に対する責任を一切負わなくてよいことまで約束することもある。こうした合意があったとしても、名目的とはいえ取締役である以上は取締役としての監視義務を免れることはできず、会社法に反するこうした合意は無効であり、第三者に対する責任が免責されるものではないとされる。しかしながら、名目的取締役はそもそも他の役員等の不正行為や職務懈怠を知りうる立場になく、一律に責任を問うことはできないのではないかとする見解もある。
この点について、日本の最高裁判所は、1980年（昭和55年）3月18日の判決（判例時報971号101頁）で「名目取締役であっても監視義務を負っており、代表取締役の業務執行を監視するにつき何らなすところがなかったことは、その職責を尽くさなかったものと言わなければならない」と判示しており、下級審でも、同様に名目的取締役であることで責任が否定されることはないとする裁判例が多い。一方で、最高裁の判例を踏まえつつも個々の事情を勘案して、悪意・重過失あるいは相当因果関係がないなどとして名目的取締役の損害賠償責任を否定する裁判例も少なくない。ただし、会社の詐欺的取引や違法な投資勧誘に関する事例ついては、取締役に対してより強い監視義務が求められ、名目的取締役に対しても監視義務違反による責任を認める傾向があるとされる。

### 会社に対する責任
名目的取締役の会社に対する責任については、当該会社との間で「一切職務は行わず責任も負わなくてよい」との合意がある場合であっても、会社法が定める役員の責任は強行法規であるためこうした合意は対会社であっても無効であるとされている。しかし、第三者に対する責任を追及された下級裁判所の裁判例で「会社内部において考慮されることがあるのは格別、第三者との関係では如何なる意味も効力も持ち得ない」と判示された例もあり、当該会社との間でのこうした合意の有効性については議論がある。事後的に取締役の責任を免除する場合に総株主の同意を必要とすることとの均衡で総株主の同意があればよいとする説や、第三者との間では免責を主張できないが対会社では認めるべきとする説もある。

## 判例
Xは、取引先A社の代表者Yに要請されて同社の株式を引き受けるとともに、A社の取締役に就任した。就任にあたって、XはA社に常勤せず経営内容に深く関与しないこととされており、実際にXは一度もA社に出社することはなかった。その後Yは代金支払いの見込みがないままB社から商品を購入したが、結局、同商品の代金を支払うことができずにB社に代金相当額の損害を与えたため、B社は、A社の取締役であったXに対してもYとともに1981年（昭和56年）改正前商法266条の3第1項前段（現行会社法429条1項）に基づく損害賠償を求めた。二審は、Xが社外重役として名目的に取締役に就任したに過ぎないこと、Yが他の取締役に要求されて取締役会を招集したり取締役会で他の取締役の意見を取り上げることがなかったことから、Xが取締役としての職責を果たすことは不可能であったとしてXに対する請求を棄却したため、B社は最高裁判所に上告した。
最高裁判所は、取締役の果たすべき職責は会社の内部事情や経緯によって名目的取締役となった者であっても同様であり代表取締役の業務執行を監視する義務を負うと判示した上で、XがA社の取引先の代表者であることやYの要請によってA社の株式の5分の1を保有する株主となってA社の取締役に就任した経緯などから、XのYに対する影響力は少なくなかったと考えられXが取締役としての職責を果たすことが不可能であったとはいえないとして、原判決のうちXに対する請求を棄却した部分を破棄して審理を原審に差し戻した。
学説上も、名目的取締役であることをもって取締役としての義務から逃れることはできず、これを怠った場合に第三者に対する損害賠償責任を負うことについて一致している。

## 裁判例

### 責任を否定したもの
下級裁判所においても名目的取締役であることを理由に第三者に対する責任を免れないとして責任を認めた裁判例も多くある。しかし、上記最高裁判所の判例が名目的取締役の影響力によっては監視義務違反に問われないとも考えられることもあって、その後も下級裁判所においては個々の事情に応じて悪意・重過失や相当因果関係を否定するなどして名目的取締役の第三者に対する責任を免責する傾向にあった。上記最高裁判所の判決後に名目的取締役の第三者に対する責任を否定した主な裁判例としては以下がある。
- トラック運転手として他社で勤務する名目的取締役（代表取締役の実兄）について[47]、悪意・重過失がないとして責任を否定[7][47]。（福井地方裁判所1980年（昭和55年）12月25日判決、判例時報1011号116頁[7][47]）。
- 個人営業に近いワンマン会社であり、名目的取締役が監視義務を果たし阻止できる状況ではなかったため、重過失がないとして責任を否定[36][48][49]。（東京高等裁判所1981年（昭和56年）9月28日判決、判例時報1021号131頁[36][47][50]。）
- 名目的取締役には事実上の影響力がなく、取締役としての職務を果たすことは不可能であったため[47]、重過失がないとして責任を否定[36][47]。（浦和地方裁判所1983年（昭和58年）6月29日判決、判例時報1087号130頁[36][47]。）
- 代表取締役のワンマン会社において、仮に取締役会の開催を要求しても受け入れられたとは考えられないなど[40]名目的取締役が代表取締役の違法行為を阻止することは困難であったため[50]、相当因果関係がないとして責任を否定[7][50]。（大阪地方裁判所1984年（昭和59年）8月17日判決、判例タイムズ541号242頁[7][40][50]。）
- 仮に名目的取締役が粉飾決算を阻止しようとしても阻止できたとは考えられないため[40]、相当因果関係がないとして責任を否定[7][40]。（大阪地方裁判所1985年（昭和60年）4月30日判決、判例時報1162号163頁[7][40]。）
- 夫の個人営業に近い状態で、妻である名目的取締役に取締役としての職務を遂行することを期待するのは困難であり[47]、悪意・重過失がないとして責任を否定[7][47][48]。（仙台高等裁判所1988年（昭和63年）5月26日判決、判例時報1286号143頁[7][47][50]。）
- 全くの名目的取締役であったため第三者への加害は予測できず[47]、悪意・重過失がないとして責任を否定[7][36][47][48]。（東京地方裁判所1991年（平成3年）2月27日判決、判例時報1398号119頁[36][46][47][50]。）
- 代表取締役のワンマン会社で、取締役として扱われたこともない名目的取締役が第三者に対する加害を予知したり[47]代表取締役の違法な抵当証券商法を辞めさせることは困難であり[47][50]、悪意・重過失[47]あるいは相当因果関係がないとして責任を否定[46][50]。（東京地方裁判所1994年（平成6年）7月25日判決、判例時報1509号31頁[46][50]。）
- 有限会社で、仮に名目的取締役が是正を勧告していたとしても聞き入れられたとは考えられず、相当因果関係がないとして責任を否定[46][40]。（東京地方裁判所1996年（平成8年）6月19日判決、判例タイムズ942号227頁[46]。）

### 免責理由
このような名目的取締役の第三者に対する責任を否定する判決で考慮された事情は、以下のように大別できる。ただし、こうした理由で名目的取締役の責任を否定する裁判例に対し、学説上は批判も多い。
1. 取締役としての職務を期待されていないこと[34]
  - 取締役としての職務を免除する合意があること[40]
  - 実質的に社長の個人営業であること[34][51]
  - 取締役会が開催されていないこと[34][41][51]
  - 出資をしていないことや報酬を受け取っていないこと[34][40][51]

これらは当該取締役が名目的取締役であったことを示す事情であるが、「会社との間で合意があっても、会社法が定める役員の責任は強行法規であり、こうした合意は無効である」[41][42]、「取締役としての職務に熱心な者ほど責任を負わされ、怠慢であればあるほど責任を負わなくてすむ」[50][52]、「取締役会の不開催を助長する」[14]、「報酬を受けていないことは責任の有無と関係ない」[50]などの批判がある。
2. 取締役としての職務を行おうとしても困難であること[34]
  - 他の仕事と兼業していること[41]
  - 遠隔地に居住していること[34][41][51]
  - 専門知識がないこと[34][41][51]
  - 病気や老齢であること[34][41][51]

これらは任務懈怠があっても悪意・重過失があったとはいえないとする事情であり、こうした事情がある場合、ある程度職務を行っていれば重過失とはいえないとする学説もあるものの[53]、「重過失の有無は通常の取締役がわずかな注意で防止できたかを基準とすべき」[50]、「何もしなかったことをもって任務懈怠に重過失がなかったとは言えない」[54]、「そもそも取締役としての職責を果たせない者は取締役になるべきではない」[34][53]とする批判もある。
3. 不正行為を阻止することが困難であること[34]
  - 事実上の影響力がないこと[34][41][51]

これは任務懈怠と第三者の損害の相当因果関係を否定する事情であるが、「ワンマン経営者であり忠告しても聞き入れられなかったであろうなどというのは、監視義務が必要な時ほど監視義務を免除することになる」[41]、「事実上の影響力がある取締役にのみ責任を負わすことは、取り締まらない取締役の存在を肯定することである」[50]、「阻止できたかどうかはやってみなければわからない」[54]などとする批判も強い。

このほか、取締役としての在任期間の長短を理由にした判決もあるが、在任期間が短いことを理由に責任を否定した判決がある一方で、5年や10年経過していることを理由に責任を否定したものもある。

## 近時の傾向
上記のような名目的取締役の責任を否定する裁判例について、学説では、形式的に最高裁判所の判例を踏まえつつも実質的に骨抜きにするものであるとの批判もなされていた。しかし、2000年（平成12年）前後以降名目的取締役の責任を肯定する裁判例も増加してきており、とりわけ詐欺的商法や違法な投資勧誘によって消費者に損害を与えた事案では、取締役はより高度な監視義務を負うとして責任を肯定する傾向にある。名目的取締役等の責任を肯定した近時の主な裁判例としては以下がある。
- ゴルフ会員権の詐欺的販売行為を行っていた会社において、代表取締役を含む複数の取締役が、取締役としての職務を行わない合意があり、事実上業務に関与せず、無報酬で、かつ株主総会や取締役会が全く機能していなかったと主張した事案に対して、それらの事情は取締役としての責任を免れる理由にはならず、特に代表取締役に関しては名目的代表取締役であったこと自体が悪意・重過失であり、さらに、犯罪的行為に対しては単なる放漫経営や経営判断の誤り以上に高度な監視義務が期待されると判示した上で、各々業務に一定の関与が認められるとして責任を肯定[46]。（東京地方裁判所1999年（平成11年3月26日）判決、判例タイムズ1021号86頁[46]。）
- 取締役の職務執行に対する監査を怠ったとされる監査役に対して、「監査役としての在任期間が短く、あるいは病気療養等の理由で法令が求める職務行為を到底期待することができないために、悪意又は重大な過失がない、あるいは損害との因果関係がないとして、その責任が否定される場合があることはともかく」とした上で、当該監査役についてはそうした事情が認められないため、仮に名目的監査役であったとしても責任を免れないとして責任を肯定[58]。（ジー・コスモス事件、東京地方裁判所2005年（平成17年）11月29日判決、判例タイムズ1209号274頁[58]。）
- 単なる名目的取締役に過ぎず実際の経営には全く関与していないと主張した取締役に対して、取締役に就任した以上は取締役の職責を果たすことが不可能であるなど特段の事情がない限り取締役としての責任を免れることはできないと判示した上で、当該取締役の主張は抽象的で特段の事情を認める立証がないとして責任を肯定[58]。（東京地方裁判所2005年（平成17年）12月22日判決、判例タイムズ1207号217頁[58]。）
- 取締役に就任した自覚がなく、会社の経営に関与しておらず、報酬も受け取っていなかったとした上で、仮に会社の経営に意見したとしても代表取締役が取り上げる可能性はなかったと主張した取締役に対して、経営に関与せず報酬を受けていないとしても取締役としての責任を免れることができないのは明らかと判示した上で、経営に関する進言をしても代表取締役が取り上げた可能性はなかったとは認められないとして責任を肯定[58]。（東京地方裁判所2008年（平成20年）12月15日判決、判例タイムズ1307号283頁[58]。）
- 代表取締役のワンマン会社であり名目的に役員に就任したに過ぎないと主張した他の役員に対して、たとえ名目的役員であったとしても責任は軽減されないとして責任を肯定[59]。（東京地方裁判所2010年（平成22年）4月19日判決、判例タイムズ1335号189頁[17][40]。）
- 会社ぐるみで違法な投資勧誘を行って消費者に損害を与えた会社の取締役に対して、このような事例では取締役にはより高度な監視義務が期待されると判示し、名目的取締役であっても責任を免れることはなく、ワンマン会社であっても取締役の監視義務違反と第三者の損害との因果関係は否定されないとして責任を肯定[40]。（東京高等裁判所2010年（平成22年）12月8日判決[40]。）

また、最高裁判所においては、農業協同組合で監事の組合に対する責任が問われた事案で、たとえその組合において業務執行は理事会で代表理事に一任し、他の理事は業務執行に関与せず、監事も理事の業務執行に対する監査を行わない慣行があったとしても、その慣行自体が適正ではないのであるから、監事の責任は軽減されないとして責任を肯定した判例がある（最高裁判所2009年（平成21年）11月27日判決、判例時報2067号136頁）。
なお、日本において名目的取締役の責任を否定する裁判例が少なくなかったのは、旧商法で株式会社においては取締役会が必置とされ、最低3名以上の取締役が必要とされていたことが背景にあったが、会社法の施行により非公開会社で取締役会非設置の株式会社であれば取締役は1名で足りることとされたため、員数合わせのために名目的取締役を選任する必要はなくなった。このため、名目的取締役の責任が追及される事案は少なくなると考えられているが、逆にこのような中で名目的取締役に就任した者に対しては、第三者に対する責任についてより厳しい判断が下されるようになるのではないかという指摘もある。